# Homonoea praecisa
Homonoea praecisa là một loài bọ cánh cứng trong họ Cerambycidae.